# Abenaki

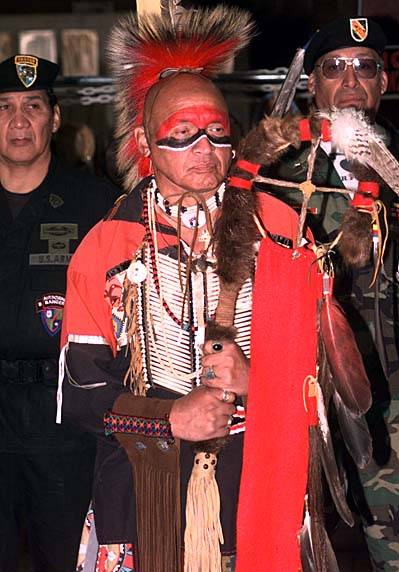
Abenaki

Os Abenaki (ou Abnaki, ou ainda Abenaqui)  são uma tribo de nativos pertencentes ao grupo Algonquino, que viviam no nordeste dos Estados Unidos da América e no sul do Canadá, uma região denominada de Wabanaki, e conhecida pelas pessoas de língua inglesa como Nova Inglaterra, Quebec e Maritimes. 
Os Abenaki eram um dos cinco membros da Confederação Wabanaki.